# Route 237 (Terre-Neuve-et-Labrador)
Pour les articles homonymes, voir Route 237.
La route 237 est une route tertiaire de la province de Terre-Neuve-et-Labrador, située dans l'Est de l'île de Terre-Neuve sur la péninsule de Bonavista. Elle est plus précisément située dans l'Est de la péninsule à l'ouest de Catalina et au sud de Bonavista. Il s'agit d'une route asphaltée faiblement empruntée de 12 kilomètres de long qui peut servir d'alternative à la route 230. Elle porte les noms de Blackhead Bay Road et de Church Road.

## Tracé
L'extrémité occidentale de la route 237 est située au sud-est de Lower Amherst Cove près de la baie de Blackhead sur la route 235. Elle se dirige vers l'est-sud-est et traverse une région isolée en ayant que quelques courbes. Elle se termine dans le centre de la ville de Catalina sur la route 230.

## Communauté traversée
- Catalina

## Annexe